# Boisseron
Boisseron este o comună în departamentul Hérault din sudul Franței. În 2009 avea o populație de 1.599 de locuitori.

## Evoluția populației
| An        | 1975 | 1982 | 1990 | 1999  | 2006  | 2009  |
| --------- | ---- | ---- | ---- | ----- | ----- | ----- |
| Populație | 643  | 864  | 981  | 1.151 | 1.319 | 1.599 |